# Dicranoloma muelleri
Dicranoloma muelleri är en bladmossart som beskrevs av Roivainen 1937. Dicranoloma muelleri ingår i släktet Dicranoloma och familjen Dicranaceae. Inga underarter finns listade i Catalogue of Life.